# Odznaczeni Krzyżem Wielkim Orderu Odrodzenia Polski (III Rzeczpospolita)

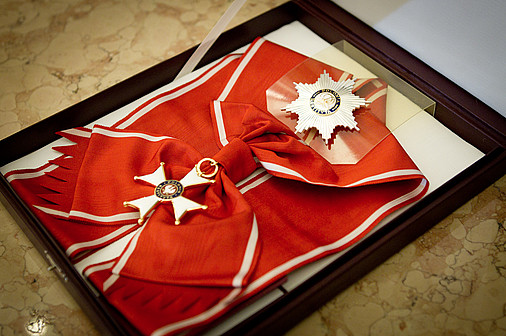
Krzyż Wielki Orderu Odrodzenia Polski pośmiertnie nadany Janowi Piwnikowi

Lista osób odznaczonych Krzyżem Wielkim Orderu Odrodzenia Polski w okresie III Rzeczypospolitej – obejmuje damy i kawalerów Orderu Odrodzenia Polski I klasy (najwyższej klasy tego orderu), którym został on przyznany na mocy postanowienia Prezydenta Rzeczypospolitej Polskiej w okresie III RP. Każdy Prezydent RP jest z urzędu również kawalerem Krzyża Wielkiego Orderu Odrodzenia Polski.
Order Odrodzenia Polski został ustanowiony w 1921. Jest nadawany za wybitne zasługi położone w służbie Państwu i społeczeństwu osobom, które zasłużyły się Polsce zwłaszcza poprzez wybitne osiągnięcia w podejmowanej z pożytkiem dla kraju działalności państwowej i publicznej, szczególne zasługi dla umacniania suwerenności i obronności kraju, szczególne zasługi dla rozwoju gospodarki narodowej, służby publicznej oraz wybitną twórczość naukową, literacką i artystyczną, wybitne zasługi dla rozwoju współpracy Rzeczypospolitej Polskiej z innymi państwami i narodami. Krzyż Wielki jest najwyższą klasą tego orderu, w precedencji polskich odznaczeń III RP zajmuje drugie miejsce wśród odznaczeń cywilnych po Orderze Orła Białego. Order ten nadaje w formie ogłaszanego w Monitorze Polskim postanowienia Prezydent RP, przy czym obowiązek publikacji tych decyzji wprowadziła dopiero ustawa z dnia 16 października 1992 r. o orderach i odznaczeniach.
Prezydent RP z tytułu swego wyboru na ten urząd staje się kawalerem Krzyża Wielkiego Orderu Odrodzenia Polski, Wielkim Mistrzem Orderu i przewodniczącym Kapituły Orderu Odrodzenia Polski. Krzyż Wielki Orderu Odrodzenia Polski może być nadany obywatelom polskim, jak również cudzoziemcom za zasługi położone dla Rzeczypospolitej Polskiej lub jej obywateli, a także stosownie do zwyczajów międzynarodowych.

## Prezydenci i statystyka odznaczeń
| Prezydent (kawaler Krzyża Wielkiego Orderu Orderu Odrodzenia Polski) | Lata urzędowania        | Liczba odznaczonych | Dane szczegółowe | Dane szczegółowe | Dane szczegółowe | Dane szczegółowe | Dane szczegółowe | Dane szczegółowe |
| Prezydent (kawaler Krzyża Wielkiego Orderu Orderu Odrodzenia Polski) | Lata urzędowania        | Liczba odznaczonych | Polacy           | Cudzoziemcy      | Kobiety          | Mężczyźni        | Żyjącym          | Pośmiertnie      |
| -------------------------------------------------------------------- | ----------------------- | ------------------- | ---------------- | ---------------- | ---------------- | ---------------- | ---------------- | ---------------- |
| Lech Wałęsa                                                          | 1990–1995               | 21                  | 20               | 1                | 3                | 18               | 16               | 5                |
| Aleksander Kwaśniewski                                               | 1995–2000 (I kadencja)  | 44                  | 44               | 0                | 0                | 44               | 32               | 12               |
| Aleksander Kwaśniewski                                               | 2000–2005 (II kadencja) | 29                  | 29               | 0                | 0                | 29               | 28               | 1                |
| Lech Kaczyński                                                       | 2005–2010               | 64                  | 60               | 4                | 8                | 56               | 24               | 40               |
| Bronisław Komorowski                                                 | 2010 (marszałek Sejmu)  | 11                  | 11               | 0                | 1                | 10               | 3                | 8                |
| Bronisław Komorowski                                                 | 2010–2015               | 35                  | 34               | 1                | 5                | 30               | 24               | 11               |
| Andrzej Duda                                                         | 2015–2020 (I kadencja)  | 24                  | 24               | 0                | 3                | 21               | 8                | 16               |
| Andrzej Duda                                                         | 2020–2025 (II kadencja) | 27                  | 26               | 2                | 2                | 26               | 15               | 13               |
| Karol Nawrocki                                                       | od 2025                 | 0                   | 0                | 0                | 0                | 0                | 0                | 0                |
| Razem                                                                | Razem                   | 256                 | 248              | 8                | 22               | 234              | 151              | 105              |

## Odznaczeni przez Lecha Wałęsę
| Odznaczony                        | Profesja lub funkcja                                                                                      | Postanowienie        |
| --------------------------------- | --- | -------------------- |
| Stefan Grzybowski                 | prawnik, profesor, rektor Uniwersytetu Jagiellońskiego                                                    | 1991                 |
| Karolina Lanckorońska             | historyk sztuki, żołnierz Armii Krajowej, działaczka polonijna                                            | 1991                 |
| Jan Józef Lipski (pośmiertnie)    | publicysta, krytyk i historyk literatury, działacz opozycji w PRL, przewodniczący PPS, senator (zm. 1991) | 1991                 |
| Stefan Kisielewski (pośmiertnie)  | prozaik, publicysta, kompozytor, poseł na Sejm PRL (zm. 1991)                                             | 1991                 |
| Jakub Chojnacki                   | działacz społeczny i regionalny, prezes Towarzystwa Naukowego Płockiego                                   | 12 sierpnia 1992     |
| Władysław Poniński                | działacz emigracyjny, prezes Związku Polskich Kawalerów Maltańskich                                       | 1992                 |
| Andrzej Stelmachowski             | prawnik, profesor, marszałek Senatu, minister, inicjator i prezes Wspólnoty Polskiej                      | 1992                 |
| Andrzej Ciechanowiecki            | historyk sztuki, mecenas kultury, antykwariusz, filantrop                                                 | 25 lutego 1993       |
| Stefan Migdał (pośmiertnie)       | legionista Józefa Piłsudskiego, komendant naczelny Związku Legionistów Polskich w Krakowie (zm. 1993)     | 3 czerwca 1993       |
| Krzysztof Skubiszewski            | prawnik, profesor, minister spraw zagranicznych                                                           | 26 października 1993 |
| Wacław Jędrzejewicz (pośmiertnie) | działacz niepodległościowy, dyplomata, minister (zm. 1993)                                                | 3 grudnia 1993       |
| Wiesław Chrzanowski               | powstaniec warszawski, prawnik, profesor, marszałek Sejmu, minister                                       | 10 grudnia 1993      |
| Mikołaj Kozakiewicz               | socjolog, profesor, marszałek Sejmu kontraktowego, poseł na Sejm PRL i RP                                 | 10 grudnia 1993      |
| Mira Zimińska-Sygietyńska         | wieloletnia dyrektor Państwowego Zespołu Pieśni i Tańca „Mazowsze”                                        | 17 lutego 1994       |
| Józef Kwiatkowski (pośmiertnie)   | inżynier, działacz regionalny (zm. 1994)                                                                  | 14 marca 1994        |
| Wacław Milke                      | działacz harcerski, kulturalny i regionalny                                                               | 25 marca 1994        |
| Mário Soares                      | prezydent Portugalii                                                                                      | 18 października 1994 |
| Karol Stryja                      | dyrygent, profesor, inicjator Międzynarodowego Konkursu Dyrygenckiego im. Grzegorza Fitelberga            | 3 marca 1995         |
| Wilhelmina Iwanowska              | astronom, profesor, naukowiec związana z Uniwersytetem Mikołaja Kopernika                                 | 4 maja 1995          |
| Andrzej Milczanowski              | prawnik, działacz opozycji w PRL, minister                                                                | 12 grudnia 1995      |
| Janusz Ziółkowski                 | socjolog, profesor, szef Kancelarii Prezydenta, senator                                                   | 12 grudnia 1995      |

## Odznaczeni przez Aleksandra Kwaśniewskiego

### I kadencja (1995–2000)
| Odznaczony                          | Profesja lub funkcja | Postanowienie        |
| ----------------------------------- | --- | -------------------- |
| Erwin Axer                          | reżyser teatralny | 11 listopada 1996    |
| Andrzej Bolewski                    | mineralog, petrograf, profesor, naukowiec związany z Akademią Górniczo-Hutniczą                                                                                 | 11 listopada 1996    |
| Gerard Labuda                       | historyk, profesor, rektor Uniwersytetu im. Adama Mickiewicza w Poznaniu, prezes Polskiej Akademii Umiejętności                                                 | 11 listopada 1996    |
| Tadeusz Różewicz                    | poeta, dramaturg, prozaik, scenarzysta | 11 listopada 1996    |
| Henryk Tomaszewski                  | tancerz, mim, choreograf, reżyser teatralny, założyciel Wrocławskiego Teatru Pantomimy                                                                          | 11 listopada 1996    |
| Roman Trześniowski                  | teoretyk wychowania fizycznego, profesor, działacz społeczny | 11 listopada 1996    |
| Jerzy Kawalerowicz                  | reżyser i scenarzysta filmowy, poseł na Sejm PRL | 15 stycznia 1997     |
| Marian Brandys                      | prozaik, reportażysta | 21 stycznia 1997     |
| Mieczysław Rakowski                 | publicysta, działacz partyjny, premier, poseł na Sejm PRL, ostatni I sekretarz KC PZPR                                                                          | 5 marca 1997         |
| Józef Szajna                        | malarz, scenograf, reżyser teatralny, profesor | 13 marca 1997        |
| Michał Rusinek                      | pisarz, długoletni sekretarz generalny Związku Literatów Polskich                                                                                               | 28 kwietnia 1997     |
| Zbigniew Radwański                  | prawnik, profesor, rektor Uniwersytetu im. Adama Mickiewicza w Poznaniu                                                                                         | 3 maja 1997          |
| Antoni Rajkiewicz                   | ekonomista, profesor, działacz partyjny, minister | 28 maja 1997         |
| Tadeusz Orłowski                    | nefrolog, profesor, pionier polskiej transplantologii | 19 września 1997     |
| Mariusz Zaruski (pośmiertnie)       | legionista, generał brygady, pionier polskiego żeglarstwa (zm. 1941)                                                                                            | 7 listopada 1997     |
| Aleksander Krawczuk                 | historyk starożytności, profesor, autor publikacji popularnonaukowych, minister, poseł na Sejm RP                                                               | 11 listopada 1997    |
| Jerzy Nowosielski                   | malarz, rysownik | 7 stycznia 1998      |
| Adam Schaff                         | filozof, ideolog marksistowski, działacz partyjny | 3 lutego 1998        |
| Jan Lebenstein                      | malarz, grafik | 3 maja 1998          |
| Marian Garlicki                     | chirurg, profesor, generał brygady, rektor Śląskiej Akademii Medycznej, poseł na Sejm PRL                                                                       | 10 lipca 1998        |
| Roman Paszkowski (pośmiertnie)      | generał broni, dyplomata, prezes Klubu Generałów WP, poseł na Sejm PRL (zm. 1998)                                                                               | 20 sierpnia 1998     |
| Józef Kuropieska (pośmiertnie)      | generał broni, poseł na Sejm PRL (zm. 1998) | 2 września 1998      |
| Anatol Mühlstein (pośmiertnie)      | dyplomata, publicysta (zm. 1957) | 17 września 1998     |
| Józef Alfred Potocki (pośmiertnie)  | dyplomata (zm. 1968) | 17 września 1998     |
| Franciszek Kokot                    | nefrolog, endokrynolog, profesor, rektor Śląskiej Akademii Medycznej                                                                                            | 2 października 1998  |
| Zbigniew Religa                     | kardiochirurg, profesor, senator, rektor Śląskiej Akademii Medycznej                                                                                            | 2 października 1998  |
| Adam Bromke                         | politolog, sowietolog, profesor | 14 października 1998 |
| Jan Szczepański                     | socjolog, profesor, rektor Uniwersytetu Łódzkiego | 2 listopada 1998     |
| Stefan Tarnawski                    | lekarz, generał brygady, żołnierz Armii Krajowej | 2 listopada 1998     |
| Józef Dowbor-Muśnicki (pośmiertnie) | generał broni, dowódca Sił Zbrojnych Polskich w byłym zaborze pruskim, dowódca powstania wielkopolskiego (zm. 1937)                                             | 18 grudnia 1998      |
| Stanisław Taczak (pośmiertnie)      | generał brygady, dowódca Sił Zbrojnych Polskich w byłym zaborze pruskim, dowódca powstania wielkopolskiego (zm. 1960)                                           | 18 grudnia 1998      |
| Jerzy Regulski                      | ekonomista, profesor, senator, główny autor reformy samorządowej z 1990                                                                                         | 5 listopada 2009     |
| Jerzy Hoffman                       | reżyser i scenarzysta filmowy | 5 listopada 1999     |
| Andrzej Wajda                       | reżyser filmowy i teatralny, senator, laureat Oscara | 5 listopada 1999     |
| Aleksander Małachowski              | publicysta, działacz opozycji w PRL, poseł na Sejm RP | 9 grudnia 1999       |
| Andrzej Zakrzewski (pośmiertnie)    | historyk, publicysta, minister, poseł na Sejm RP (zm. 2000) | 10 lutego 2000       |
| Marian Rejewski (pośmiertnie)       | matematyk i kryptolog, członek zespołu, który w 1933 złamał szyfr Enigmy (zm. 1980)                                                                             | 14 lutego 2000       |
| Jerzy Różycki (pośmiertnie)         | matematyk i kryptolog, członek zespołu, który w 1933 złamał szyfr Enigmy (zm. 1942)                                                                             | 14 lutego 2000       |
| Henryk Zygalski (pośmiertnie)       | matematyk i kryptolog, członek zespołu, który w 1933 złamał szyfr Enigmy (zm. 1978)                                                                             | 14 lutego 2000       |
| Jerzy Duda-Gracz                    | malarz, rysownik, profesor | 21 lutego 2000       |
| Witold Rudowski                     | chirurg i transfuzjolog, profesor, prezes Towarzystwa Naukowego Warszawskiego                                                                                   | 14 marca 2000        |
| Stanisław Mikołajczyk (pośmiertnie) | działacz ruchu ludowego, prezes Polskiego Stronnictwa Ludowego, premier rządu RP na uchodźstwie, wicepremier, minister, poseł na Sejm II RP i do KRN (zm. 1966) | 1 czerwca 2000       |
| Antoni Dziatkowiak                  | kardiochirurg, profesor | 25 września 2000     |
| Władysław Pożaryski                 | geolog, profesor | 25 września 2000     |

### II kadencja (2000–2005)
| Odznaczony                    | Profesja lub funkcja | Postanowienie        |
| ----------------------------- | --- | -------------------- |
| Tadeusz Chrzanowski           | historyk sztuki, profesor, publicysta, przewodniczący Społecznego Komitetu Odnowy Zabytków Krakowa                             | 28 marca 2001        |
| Tadeusz Koszarowski           | chirurg, onkolog, profesor, określany twórcą polskiej chirurgii onkologicznej, poseł na Sejm PRL                               | 3 maja 2001          |
| Stefan Wesołowski             | chirurg, urolog, profesor | 3 maja 2001          |
| Stefan Sutkowski              | muzykolog, oboista, twórca i dyrektor Warszawskiej Opery Kameralnej                                                            | 30 lipca 2001        |
| Tadeusz Popiela               | chirurg, gastroenterolog i onkolog, profesor, rektor Akademii Medycznej w Krakowie                                             | 11 września 2001     |
| Janusz Durko                  | historyk polskiego ruchu robotniczego, profesor, długoletni dyrektor Muzeum Warszawy                                           | 28 listopada 2001    |
| Władysław Oszelda             | dziennikarz, działacz polonijny                                                                                                | 22 kwietnia 2002     |
| Maciej Nałęcz                 | inżynier, biolog, profesor, poseł na Sejm PRL                                                                                  | 23 kwietnia 2002     |
| Ryszard Gryglewski            | farmakolog, profesor, rektor Akademii Medycznej w Krakowie                                                                     | 12 lipca 2002        |
| Juliusz Bardach               | historyk państwa i prawa, profesor                                                                                             | 2 sierpnia 2002      |
| Andrzej Szwalbe (pośmiertnie) | działacz społeczny, założyciel i dyrektor Filharmonii Pomorskiej (zm. 2002)                                                    | 15 listopada 2002    |
| Gustaw Holoubek               | aktor, reżyser teatralny, dyrektor teatrów, prezes Stowarzyszenia Polskich Artystów Teatru i Filmu, poseł na Sejm PRL, senator | 18 lutego 2003       |
| Kazimierz Leszczyński         | działacz społeczny, założyciel i dyrektor Zespołu Tańca Ludowego Uniwersytetu Marii Curie-Skłodowskiej w Lublinie              | 14 marca 2003        |
| Grzegorz Seidler              | prawnik, historyk idei, profesor, rektor Uniwersytetu Marii Curie-Skłodowskiej w Lublinie, poseł na Sejm PRL                   | 12 czerwca 2003      |
| Szymon Szurmiej               | aktor, reżyser teatralny, działacz społeczności żydowskiej, dyrektor Teatru Żydowskiego w Warszawie, poseł na Sejm PRL         | 18 czerwca 2003      |
| Stanisław Dziwisz             | duchowny katolicki, arcybiskup, osobisty sekretarz papieża Jana Pawła II                                                       | 10 października 2003 |
| Kazimierz Imieliński          | seksuolog, profesor | 20 października 2003 |
| Antoni Podraza                | historyk, profesor | 9 lutego 2004        |
| Roman Ciesielski              | inżynier, profesor, rektor Politechniki Krakowskiej, senator                                                                   | 31 maja 2004         |
| Władysław Baka                | ekonomista, bankowiec, profesor, działacz partyjny, prezes Narodowego Banku Polskiego, minister                                | 24 lutego 2005       |
| Mieczysław Szostek            | lekarz, chirurg, profesor, poseł na Sejm PRL                                                                                   | 25 maja 2005         |
| Andrzej Kurz                  | działacz partyjny, wydawca, przewodniczący Stowarzyszenia „Kuźnica”                                                            | 2 czerwca 2005       |
| Andrzej Hrynkiewicz           | fizyk, profesor, dyrektor Instytutu Fizyki Jądrowej PAN                                                                        | 9 czerwca 2005       |
| Jan Ciechanowski              | historyk, profesor | 9 września 2005      |
| Mieczysław Tomaszewski        | muzykolog, profesor, dyrektor Pomorskiej Orkiestry Symfonicznej                                                                | 17 września 2005     |
| Jacek Fisiak                  | filolog, profesor, rektor Uniwersytetu im. Adama Mickiewicza w Poznaniu, minister                                              | 28 września 2005     |
| Stanisław Komornicki          | generał brygady, powstaniec warszawski, działacz kombatancki, kanclerz Orderu Virtuti Militari                                 | 11 listopada 2005    |
| Jerzy Pomianowski             | prozaik, eseista, tłumacz | 11 listopada 2005    |
| Andrzej Walicki               | profesor, historyk idei | 11 listopada 2005    |

## Odznaczeni przez Lecha Kaczyńskiego
| Odznaczony                           | Profesja lub funkcja | Postanowienie        |
| ------------------------------------ | --- | -------------------- |
| Zofia Korbońska                      | działaczka niepodległościowa, więzień polityczny, żona i współpracownica Stefana Korbońskiego                            | 6 lutego 2006        |
| Joanna Duda-Gwiazda                  | działaczka opozycji w PRL                                                                                                | 3 maja 2006          |
| Alina Pienkowska (pośmiertnie)       | działaczka opozycji w PRL, senator (zm. 2002)                                                                            | 3 maja 2006          |
| Kazimierz Górski (pośmiertnie)       | piłkarz, trener i działacz piłkarski, selekcjoner reprezentacji Polski, prezes PZPN (zm. 2006)                           | 24 maja 2006         |
| Bohdan Cywiński                      | publicysta, historyk idei, profesor, działacz opozycji w PRL                                                             | 14 czerwca 2006      |
| Władysław Frasyniuk                  | działacz opozycji w PRL, poseł na Sejm RP                                                                                | 28 sierpnia 2006     |
| Bogdan Lis                           | działacz opozycji w PRL, senator, poseł na Sejm RP                                                                       | 28 sierpnia 2006     |
| Władysław Siła-Nowicki (pośmiertnie) | prawnik, więzień polityczny, działacz opozycji w PRL (zm. 1994)                                                          | 28 sierpnia 2006     |
| Antoni Palluth (pośmiertnie)         | radiotechnik i kryptolog, konstruktor urządzeń szyfrujących (zm. 1944)                                                   | 1 września 2006      |
| Irena Zofia Romaszewska              | działaczka opozycji w PRL, współtwórczyni Radia Solidarność                                                              | 21 września 2006     |
| Józef Rybicki (pośmiertnie)          | powstaniec warszawski, więzień polityczny, działacz opozycji w PRL (zm. 1986)                                            | 21 września 2006     |
| Jan Zieja (pośmiertnie)              | duchowny katolicki, działacz opozycji w PRL (zm. 1991)                                                                   | 21 września 2006     |
| Wojciech Ziembiński (pośmiertnie)    | działacz społeczny, więzień polityczny, działacz opozycji w PRL (zm. 2001)                                               | 21 września 2006     |
| Henryk Bąk (pośmiertnie)             | dowódca partyzantki antykomunistycznej, więzień polityczny, działacz opozycji w okresie PRL, poseł na Sejm (zm. 1998)    | 11 listopada 2006    |
| Edward Frankowski                    | duchowny katolicki, biskup, kapelan NSZZ „Solidarność”                                                                   | 11 listopada 2006    |
| Stanisław Jasiukowicz (pośmiertnie)  | działacz ruchu narodowego, poseł na Sejm II RP, minister, więzień polityczny (zm. 1946)                                  | 11 listopada 2006    |
| Florian Marciniak (pośmiertnie)      | harcmistrz, pierwszy naczelnik Szarych Szeregów (zm. 1944)                                                               | 11 listopada 2006    |
| Leon Beynar (pośmiertnie)            | pisarz i eseista pseud. Paweł Jasienica (zm. 1970)                                                                       | 3 maja 2007          |
| Władysław Piotr Wierzbicki           | dziennikarz, publicysta, działacz opozycji w PRL, redaktor naczelny „Gazety Polskiej"                                    | 3 maja 2007          |
| Adam Kozłowiecki                     | duchowny katolicki, kardynał, misjonarz                                                                                  | 24 maja 2007         |
| Ignacy Jeż                           | duchowny katolicki, biskup                                                                                               | 2 czerwca 2007       |
| Józef Rzepka (pośmiertnie)           | żołnierz podziemia antykomunistycznego, członek kierownictwa Zrzeszenia WiN, więzień polityczny (zm. 1951)               | 20 czerwca 2007      |
| Hilary Koprowski                     | wirusolog, immunolog, profesor, twórca szczepionki przeciwko wirusowi polio                                              | 13 lipca 2007        |
| Józef Wójcik                         | duchowny katolicki, więzień polityczny                                                                                   | 29 sierpnia 2007     |
| Czesław Kaczmarek (pośmiertnie)      | duchowny katolicki, biskup, więzień polityczny (zm. 1963)                                                                | 7 listopada 2007     |
| Kazimierz Kamieński (pośmiertnie)    | żołnierz podziemia antykomunistycznego pseud. Huzar, więzień polityczny (zm. 1953)                                       | 9 listopada 2007     |
| Władysław Łukasiuk (pośmiertnie)     | żołnierz podziemia antykomunistycznego pseud. Młot (zm. 1949)                                                            | 9 listopada 2007     |
| Zygmunt Szendzielarz (pośmiertnie)   | żołnierz podziemia antykomunistycznego pseud. Łupaszka (zm. 1951)                                                        | 9 listopada 2007     |
| Hieronim Dekutowski (pośmiertnie)    | cichociemny, żołnierz podziemia antykomunistycznego pseud. Zapora, więzień polityczny (zm. 1949)                         | 15 listopada 2007    |
| Szczepan Wesoły                      | duchowny katolicki, biskup                                                                                               | 26 listopada 2007    |
| Józef Sondej                         | duchowny katolicki, duszpasterz Armii Krajowej i NSZZ „Solidarność”                                                      | 13 lutego 2008       |
| Antoni Dydycz                        | duchowny katolicki, biskup                                                                                               | 30 kwietnia 2008     |
| Jan Rodowicz (pośmiertnie)           | wojskowy, uczestnik akcji pod Arsenałem, powstaniec warszawski pseud. Anoda, więzień polityczny (zm. 1949)               | 7 lipca 2008         |
| Antoni Chruściel (pośmiertnie)       | generał brygady, komendant Okręgu Warszawa ZWZ (zm. 1960)                                                                | 16 lipca 2008        |
| Aníbal Cavaco Silva                  | prezydent Portugalii | 29 sierpnia 2008     |
| Maria Cavaco Silva                   | małżonka prezydenta Portugalii                                                                                           | 29 sierpnia 2008     |
| Adam Strzembosz                      | prawnik, profesor, działacz opozycji w PRL, pierwszy prezes Sądu Najwyższego, przewodniczący Krajowej Rady Sądownictwa   | 17 października 2008 |
| Stefan Pietrusiński (pośmiertnie)    | dowódca partyzantki antykomunistycznej, więzień polityczny (zm. 1953)                                                    | 14 listopada 2008    |
| Wojciech Kilar                       | pianista i kompozytor, twórca muzyki filmowej                                                                            | 19 listopada 2008    |
| Tadeusz Ulatowski                    | trener i działacz sportowy, profesor, rektor Akademii Wychowania Fizycznego w Warszawie                                  | 19 grudnia 2008      |
| Valdas Adamkus                       | prezydent Litwy | 15 kwietnia 2009     |
| Tadeusz Chruściel                    | farmakolog, profesor, działacz społeczny                                                                                 | 15 maja 2009         |
| Marian Bernaciak (pośmiertnie)       | żołnierz podziemia antykomunistycznego pseud. Orlik, członek kierownictwa Zrzeszenia WiN (zm. 1946)                      | 24 czerwca 2009      |
| Zbigniew Zapasiewicz (pośmiertnie)   | aktor, reżyser teatralny, profesor (zm. 2009)                                                                            | 16 lipca 2009        |
| Stanisław Kasznica (pośmiertnie)     | żołnierz podziemia antykomunistycznego, komendant główny Narodowych Sił Zbrojnych, więzień polityczny (zm. 1948)         | 20 sierpnia 2009     |
| Stanisław Marchewka (pośmiertnie)    | żołnierz podziemia antykomunistycznego pseud. Ryba (zm. 1957)                                                            | 20 sierpnia 2009     |
| Lech Neyman (pośmiertnie)            | żołnierz podziemia antykomunistycznego, komendant okręgów NSZ, więzień polityczny (zm. 1948)                             | 20 sierpnia 2009     |
| Jan Tabortowski (pośmiertnie)        | żołnierz podziemia antykomunistycznego pseud. Bruzda (zm. 1954)                                                          | 20 sierpnia 2009     |
| Edward Taraszkiewicz (pośmiertnie)   | żołnierz podziemia antykomunistycznego pseud. Żelazny, członek kierownictwa Zrzeszenia WiN (zm. 1951)                    | 20 sierpnia 2009     |
| Leon Taraszkiewicz (pośmiertnie)     | żołnierz podziemia antykomunistycznego pseud. Jastrząb (zm. 1947)                                                        | 20 sierpnia 2009     |
| Mieczysław Tarchalski (pośmiertnie)  | żołnierz podziemia antykomunistycznego pseud. Marcin, więzień polityczny (zm. 1981)                                      | 20 sierpnia 2009     |
| Zbigniew Ścibor-Rylski               | generał brygady, powstaniec warszawski, prezes Związku Powstańców Warszawskich                                           | 28 sierpnia 2009     |
| Władysław Raginis (pośmiertnie)      | wojskowy, dowódca obrony Wizny (zm. 1939)                                                                                | 28 sierpnia 2009     |
| Wiktor Juszczenko                    | prezydent Ukrainy | 7 września 2009      |
| Jan Mauersberger (pośmiertnie)       | duchowny katolicki, przewodniczący ZHP (zm. 1942)                                                                        | 22 września 2009     |
| Wanda Opęchowska (pośmiertnie)       | działaczka społeczna i harcerska, uczestniczka konspiracji w okresie II wojny światowej (zm. 1955)                       | 22 września 2009     |
| Franciszek Kleeberg (pośmiertnie)    | generał brygady, dowódca SGO „Polesie” (zm. 1941)                                                                        | 1 października 2009  |
| Róża Czacka (pośmiertnie)            | siostra zakonna, założycielka Zgromadzenia Sióstr Franciszkanek Służebnic Krzyża (zm. 1961)                              | 13 października 2009 |
| Wincenta Jaroszewska (pośmiertnie)   | siostra zakonna, założycielka Zgromadzenia Sióstr Benedyktynek Samarytanek Krzyża Chrystusowego (zm. 1937)               | 19 listopada 2009    |
| Stanisław Marusarz (pośmiertnie)     | skoczek narciarski, żołnierz Armii Krajowej (zm. 1993)                                                                   | 8 lutego 2010        |
| Józef Batory (pośmiertnie)           | żołnierz podziemia antykomunistycznego, członek kierownictwa Zrzeszenia WiN, więzień polityczny (zm. 1951)               | 26 lutego 2010       |
| Franciszek Błażej (pośmiertnie)      | żołnierz podziemia antykomunistycznego, członek kierownictwa Zrzeszenia WiN, więzień polityczny (zm. 1951)               | 26 lutego 2010       |
| Mieczysław Kawalec (pośmiertnie)     | żołnierz podziemia antykomunistycznego, członek kierownictwa Zrzeszenia WiN, więzień polityczny (zm. 1951)               | 26 lutego 2010       |
| Adam Lazarowicz (pośmiertnie)        | żołnierz podziemia antykomunistycznego pseud. Klamra, członek kierownictwa Zrzeszenia WiN, więzień polityczny (zm. 1951) | 26 lutego 2010       |

## Odznaczeni przez Bronisława Komorowskiego

### Marszałek Sejmu
Po śmierci Lecha Kaczyńskiego od 10 kwietnia do 8 lipca 2010 Bronisław Komorowski jako marszałek Sejmu tymczasowo wykonywał obowiązki Prezydenta RP.
| Odznaczony                       | Profesja lub funkcja                                                                                                  | Postanowienie    |
| -------------------------------- | --- | ---------------- |
| Czesław Cywiński (pośmiertnie)   | działacz kombatancki, prezes zarządu głównego Światowego Związku Żołnierzy AK (zm. 2010)                              | 16 kwietnia 2010 |
| Franciszek Gągor (pośmiertnie)   | generał, szef Sztabu Generalnego Wojska Polskiego (zm. 2010)                                                          | 16 kwietnia 2010 |
| Janusz Krupski (pośmiertnie)     | urzędnik państwowy, działacz opozycji w PRL, kierownik Urzędu do Spraw Kombatantów i Osób Represjonowanych (zm. 2010) | 16 kwietnia 2010 |
| Janusz Kurtyka (pośmiertnie)     | historyk, prezes Instytutu Pamięci Narodowej (zm. 2010)                                                               | 16 kwietnia 2010 |
| Maria Kaczyńska (pośmiertnie)    | małżonka prezydenta Polski (zm. 2010)                                                                                 | 16 kwietnia 2010 |
| Maciej Płażyński (pośmiertnie)   | działacz opozycji w PRL, marszałek Sejmu, senator, prezes Wspólnoty Polskiej (zm. 2010)                               | 16 kwietnia 2010 |
| Andrzej Przewoźnik (pośmiertnie) | historyk, sekretarz generalny Rady Ochrony Pamięci Walk i Męczeństwa (zm. 2010)                                       | 16 kwietnia 2010 |
| Arkadiusz Rybicki (pośmiertnie)  | historyk, działacz opozycji w PRL, poseł na Sejm RP (zm. 2010)                                                        | 16 kwietnia 2010 |
| Albin Małysiak                   | duchowny katolicki, biskup                                                                                            | 14 maja 2010     |
| Józef Kowalczyk                  | duchowny katolicki, arcybiskup, nuncjusz apostolski w Polsce, prymas Polski                                           | 8 czerwca 2010   |
| Henryk Muszyński                 | duchowny katolicki, arcybiskup, prymas Polski, profesor                                                               | 8 czerwca 2010   |

### Prezydent RP
| Odznaczony                            | Profesja lub funkcja                                                                                     | Postanowienie        |
| ------------------------------------- | --- | -------------------- |
| Henryk Dobrzański (pośmiertnie)       | kawalerzysta, dowódca partyzancki w okresie II wojny światowej pseud. Hubal (zm. 1940)                   | 14 września 2010     |
| Jan Piwnik (pośmiertnie)              | cichociemny, dowódca partyzancki w okresie II wojny światowej pseud. Ponury (zm. 1944)                   | 14 października 2010 |
| Gwido Langer (pośmiertnie)            | wojskowy, kierownik Biura Szyfrów (zm. 1948)                                                             | 29 listopada 2010    |
| Adam Rotfeld                          | politolog, profesor, dyplomata, wiceminister i minister spraw zagranicznych                              | 10 listopada 2010    |
| Jan Juliusz Ostrowski                 | historyk sztuki, profesor, dyrektor Zamku Królewskiego na Wawelu                                         | 13 grudnia 2010      |
| Maja Komorowska                       | aktorka, profesor                                                                                        | 13 stycznia 2011     |
| Franciszek Pieczka                    | aktor | 13 stycznia 2011     |
| Andrzej Rottermund                    | historyk sztuki, profesor, dyrektor Zamku Królewskiego w Warszawie                                       | 13 stycznia 2011     |
| Józef Życiński (pośmiertnie)          | duchowny katolicki, arcybiskup, profesor (zm. 2011)                                                      | 17 lutego 2011       |
| Julia Hartwig                         | poetka, eseistka, tłumaczka                                                                              | 20 kwietnia 2011     |
| Wacław Szybalski                      | biotechnolog, genetyk, profesor                                                                          | 22 kwietnia 2011     |
| Krzysztof Kozłowski                   | dziennikarz, filozof, publicysta, szef Urzędu Ochrony Państwa, minister, senator                         | 26 maja 2011         |
| Kazimierz Gustaw Zemła                | rzeźbiarz, profesor                                                                                      | 4 lipca 2011         |
| Zbigniew Bujak                        | działacz opozycji w PRL, prezes Głównego Urząd Ceł, poseł na Sejm RP                                     | 2 sierpnia 2011      |
| Bolesław Mazurkiewicz                 | inżynier, profesor, rektor Politechniki Gdańskiej                                                        | 29 września 2011     |
| Wanda Błeńska                         | lekarka, misjonarka, opiekunka osób trędowatych                                                          | 26 października 2011 |
| Aleksander Krzyżanowski (pośmiertnie) | wojskowy, komendant Okręgu Wileńskiego AK pseud. Wilk, więzień polityczny (zm. 1951)                     | 17 maja 2012         |
| Tadeusz Konwicki                      | prozaik, reżyser i scenarzysta filmowy                                                                   | 3 lipca 2012         |
| Jan Kowalewski (pośmiertnie)          | wojskowy, matematyk i kryptolog (zm. 1965)                                                               | 4 lipca 2012         |
| Symcha Ratajzer-Rotem                 | działacz żydowskiego ruchu oporu w okresie II wojny światowej, uczestnik powstania w getcie warszawskim  | 10 kwietnia 2013     |
| Sławomir Mrożek (pośmiertnie)         | dramatopisarz, prozaik (zm. 2013)                                                                        | 12 września 2013     |
| Alfons Nossol                         | duchowny katolicki, arcybiskup, profesor                                                                 | 12 września 2013     |
| Jacek Bocheński                       | pisarz, publicysta, działacz opozycji w PRL                                                              | 2 listopada 2013     |
| Stefan Bałuk (pośmiertnie)            | cichociemny, generał brygady, fotografik, kanclerz Kapituły Orderu Wojennego Virtuti Militari (zm. 2014) | 30 stycznia 2014     |
| Franciszek Macharski                  | duchowny katolicki, arcybiskup, kardynał                                                                 | 17 lutego 2014       |
| Irena Kirszenstein-Szewińska          | lekkoatletka, wielokrotna medalistka olimpijska, działaczka sportowa                                     | 26 marca 2014        |
| Tadeusz Pieronek                      | duchowny katolicki, biskup, profesor                                                                     | 17 kwietnia 2014     |
| Ivan Gašparovič                       | prezydent Słowacji                                                                                       | 20 maja 2014         |
| Stanisław Skrowaczewski               | kompozytor, dyrygent                                                                                     | 6 października 2014  |
| Stanisław Barańczak (pośmiertnie)     | poeta, krytyk literacki, tłumacz, działacz opozycji w PRL (zm. 2014)                                     | 30 grudnia 2014      |
| Józef Oleksy (pośmiertnie)            | działacz partyjny, marszałek Sejmu, premier i minister (zm. 2015)                                        | 15 stycznia 2015     |
| Danuta Szaflarska                     | aktorka, powstaniec warszawski                                                                           | 12 lutego 2015       |
| Kazimierz Skarżyński (pośmiertnie)    | sekretarz generalny PCK, autor pierwszego raportu o zbrodni katyńskiej (zm. 1962)                        | 20 maja 2015         |
| Ludwik Wiśniewski                     | dominikanin, działacz opozycji w PRL                                                                     | 1 czerwca 2015       |
| Leszek Moczulski                      | dziennikarz, historyk, więzień polityczny, założyciel KPN, poseł na Sejm RP                              | 28 lipca 2015        |

## Odznaczeni przez Andrzeja Dudę

### I kadencja (2015–2020)
| Odznaczony                              | Profesja lub funkcja | Postanowienie        |
| --------------------------------------- | --- | -------------------- |
| Janusz Brochwicz-Lewiński               | generał brygady, żołnierz Armii Krajowej, powstaniec warszawski                                                                                    | 6 listopada 2015     |
| Henryk Hoser                            | duchowny katolicki, arcybiskup | 6 listopada 2015     |
| Stanisław Ryłko                         | duchowny katolicki, kardynał | 6 listopada 2015     |
| Krzysztof Wyszkowski                    | publicysta, działacz opozycji w PRL, współzałożyciel Wolnych Związków Zawodowych Wybrzeża                                                          | 1 grudnia 2015       |
| Jan Góra (pośmiertnie)                  | duchowny katolicki, organizator spotkań z cyklu Lednica 2000 (zm. 2015)                                                                            | 22 grudnia 2015      |
| Zbigniew Sulatycki                      | kapitan żeglugi wielkiej, wiceminister | 8 lutego 2016        |
| Tadeusz Danilewicz (pośmiertnie)        | wojskowy, powstaniec warszawski, komendant główny NZW (zm. 1972)                                                                                   | 17 lutego 2016       |
| Zyta Gilowska (pośmiertnie)             | ekonomistka, profesor, wicepremier, minister, posłanka na Sejm RP (zm. 2016)                                                                       | 6 kwietnia 2016      |
| Władysław Zachariasiewicz (pośmiertnie) | działacz polonijny (zm. 2016) | 27 września 2016     |
| Jacek Winkler (pośmiertnie)             | alpinista, działacz opozycji w PRL, dziennikarz (zm. 2002)                                                                                         | 22 listopada 2016    |
| Romuald Szeremietiew                    | wiceminister i p.o. ministra obrony narodowej, poseł na Sejm RP, profesor nadzwyczajny AON i ASW, publicysta                                       | 17 października 2017 |
| Jacek Salij                             | duchowny katolicki, dominikanin, profesor, telog, pisarz, publicysta, działacz opozycji w PRL                                                      | 23 października 2017 |
| Stanisław Bogdanowicz (pośmiertnie)     | duchowny katolicki, działacz opozycji w PRL, publicysta (zm. 2017)                                                                                 | 26 października 2017 |
| Antoni Krauze (pośmiertnie)             | reżyser i scenarzysta filmowy (zm. 2018) | 19 lutego 2018       |
| Matylda Getter (pośmiertnie)            | siostra zakonna, naczelna matka przełożona prowincji warszawskiej Zgromadzenia Sióstr Franciszkanek Rodziny Maryi, działaczka społeczna (zm. 1968) | 24 października 2018 |
| Bogusław Schaeffer (pośmiertnie)        | muzykolog, kompozytor, krytyk muzyczny (zm. 2019)                                                                                                  | 12 lipca 2019        |
| Feliks Gwiżdż (pośmiertnie)             | legionista, literat i poeta, współzałożyciel i jeden z pierwszych prezesów Związku Podhalan, poseł na Sejm RP, senator, żołnierz AK (zm. 1952)     | 24 lipca 2019        |
| Jakub Zachemski (pośmiertnie)           | nauczyciel, współzałożyciel i pierwszy prezes Związku Podhalan (zm. 1958)                                                                          | 24 lipca 2019        |
| Bronisław Czech (pośmiertnie)           | narciarz, olimpijczyk, ratownik górski, instruktor narciarski, uczestnik ruchu oporu (zm. 1944)                                                    | 19 września 2019     |
| Helena Marusarzówna (pośmiertnie)       | narciarka, uczestniczka ruchu oporu, żołnierz AK (zm. 1941)                                                                                        | 19 września 2019     |
| Sylwester Porowski                      | fizyk, wynalazca, profesor | 24 października 2019 |
| Wincenty Wierzejewski (pośmiertnie)     | wojskowy, inicjator Polskiej Organizacji Wojskowej Zaboru Pruskiego, powstaniec wielkopolski (zm. 1972)                                            | 11 grudnia 2019      |
| Antoni Słomkowski (pośmiertnie)         | duchowny katolicki, profesor, rektor Katolickiego Uniwersytetu Lubelskiego (zm. 1982)                                                              | 18 grudnia 2019      |
| Jerzy Łukaszewski (pośmiertnie)         | politolog, dyplomata, profesor, rektor Kolegium Europejskiego (zm. 2020)                                                                           | 9 czerwca 2020       |

### II kadencja (2020–2025)
| Odznaczony                                       | Profesja lub funkcja | Postanowienie        |
| ------------------------------------------------ | --- | -------------------- |
| Piotr Andrzejewski                               | prawnik, działacz opozycji w PRL, senator                                                                                       | 7 sierpnia 2020      |
| Maciej Zięba (pośmiertnie)                       | duchowny katolicki, teolog, działacz opozycji w PRL, współtwóca i dyrektor ECS (zm. 2020)                                       | 5 stycznia 2021      |
| Ryszard Szurkowski (pośmiertnie)                 | kolarz szosowy, medalista olimpijski, działacz sportowy, poseł na Sejm PRL, prezes Polskiego Związku Kolarskiego (zm. 2021)     | 3 lutego 2021        |
| Jan Rulewski                                     | działacz opozycji w PRL, poseł na Sejm RP, senator                                                                              | 18 marca 2021        |
| Maria Gintowt-Jankowicz                          | prawniczka, dyrektor KSAP, sędzia Trybunału Konstytucyjnego                                                                     | 6 kwietnia 2021      |
| Jan Pietrzak                                     | satyryk, piosenkarz, twórca kabaretu Pod Egidą                                                                                  | 6 kwietnia 2021      |
| Eugeniusz Stasiecki (pośmiertnie)                | instruktor harcerski, zastępca naczelnika Szarych Szeregów, powstaniec warszawski (zm. 1944)                                    | 21 lipca 2021        |
| Wiesław Gołas (pośmiertnie)                      | aktor (zm. 2021) | 10 września 2021     |
| Janusz Kamocki (pośmiertnie)                     | etnograf, żołnierz Armii Krajowej, więzień polityczny (zm. 2021)                                                                | 26 października 2021 |
| Sylwester Chęciński (pośmiertnie)                | reżyser filmowy (zm. 2021) | 15 grudnia 2021      |
| Andrzej Rozpłochowski (pośmiertnie)              | mechanik, działacz opozycji w okresie PRL (zm. 2021)                                                                            | 22 grudnia 2021      |
| Kazimierz Kaczor                                 | aktor, działacz opozycji w PRL, prezes Związku Artystów Scen Polskich                                                           | 14 lipca 2022        |
| Jan Sikorski                                     | duchowny katolicki, działacz opozycji w PRL, kapelan duszpastwerstwa więziennego                                                | 14 lipca 2022        |
| Tadeusz Ferenc (pośmiertnie)                     | ekonomista, poseł na Sejm RP, prezydent Rzeszowa (zm. 2022)                                                                     | 1 września 2022      |
| Mieczysław Gil (pośmiertnie)                     | związkowiec, działacz opozycji w PRL, poseł na Sejm RP, senator (zm. 2022)                                                      | 3 października 2022  |
| Karol Olbracht Habsburg-Lotaryński (pośmiertnie) | austriacki arcyksiążę, właściciel dóbr żywieckich (zm. 1951)                                                                    | 21 października 2022 |
| Mordechaj Anielewicz (pośmiertnie)               | działacz żydowskiego ruchu oporu w okresie II wojny światowej, dowódca ŻOB, przywódca powstania w getcie warszawskim (zm. 1943) | 13 kwietnia 2023     |
| Jan Sałapatek (pośmiertnie)                      | żołnierz Armii Krajowej, Batalionów Chłopskich i podziemia antykomunistycznego pseud. Orzeł (zm. 1955)                          | 13 kwietnia 2023     |
| Zenon Wechmann                                   | działacz harcerski i kombatancki, więzień polityczny                                                                            | 13 kwietnia 2023     |
| Walerian Piotrowski                              | prawnik, senator | 29 czerwca 2023      |
| Diana Nausėdienė                                 | małżonka prezydenta Litwy | 29 czerwca 2023      |
| Zbigniew Chłap                                   | patofizjolog, profesor, działacz opozycji w PRL                                                                                 | 15 maja 2024         |
| Włodzimierz Nahorny                              | muzyk jazzowy, kompozytor, profesor                                                                                             | 29 lipca 2024        |
| Andrzej Kraśnicki                                | działacz sportowy, prezes Polskiego Komitetu Olimpijskiego                                                                      | 13 listopada 2024    |
| Stefan Wincenty Frelichowski (pośmiertnie)       | działacz harcerski, duchowny katolicki, błogosławiony katolicki (zm. 1945)                                                      | 18 lutego 2025       |
| Jan Malicki                                      | historyk, działacz opozycji w PRL                                                                                               | 11 marca 2025        |
| Marek Małecki                                    | przedsiębiorca, działacz społeczny                                                                                              | 16 maja 2025         |
| Jacek Saryusz-Wolski                             | ekonomista, europeista, urzędnik państwowy, eurodeputowany                                                                      | 2025                 |